# Zdravko Kuzmanović
Zdravko Kuzmanović (født 22. september 1987 i Thun, Schweiz) er en schweizisk/serbisk fodboldspiller, der spiller som midtbanespiller hos Málaga, udlejet fra FC Basel. Han har spillet for klubben siden januar 2013. Tidligere har han spillet for blandt andet ACF Fiorentina i Italien og Inter Milan i Italien samt for VfB Stuttgart i Tyskland.

## Landshold
Kuzmanović har dobbelt statsborgerskab, og kunne også have valgt at spille for Schweiz' landshold. Imidlertid valgte han at stille op for Serbiens landshold, som han debuterede for i 2007. Han står (pr. april 2018) noteret for 50 kampe og seks scoringer for holdet, som han repræsenterede ved VM i 2010 i Sydafrika.